# Kaôh Ta Kiĕv
Kaôh Ta Kiĕv är en ö i Kambodja.   Den ligger i provinsen Sihanoukville, i den sydvästra delen av landet, 190 km sydväst om huvudstaden Phnom Penh. Arean är 6,9 kvadratkilometer.
Terrängen på Kaôh Ta Kiĕv är platt. Öns högsta punkt är 90 meter över havet. Den sträcker sig 4,0 kilometer i nord-sydlig riktning, och 3,3 kilometer i öst-västlig riktning.